# سفر تیم فوتبال تهران به شوروی
سفر تیم فوتبال منتخب تهران به بادکوبۀ جمهوری سوسیالیستی شوروی آذربایجان در سال ۱۳۰۵، از وقایع مهم در آغاز تاریخ فوتبال و ورزش ایران است. 
هیئت مروجین ورزش با پذیرفتن هیئت دعوت بادکوبه، انتخاب بهترین بازیکنان را به مجمع ترقی و ترویج فوتبال سپرد. مجمع از بهترین بازیکنان کلوب‌های فوتبال تهران (کلوپ تهران، توفان و کلوپ اسپورت ارامنه) دعوت کرد تا برای امتحان روز جمعه ۶ ابان ساعت ۳ بعد از ظهر در زمین لینچ با کلوب کلنی انگلیسی مسابقه دهند. این نفرات در دو بازی با نتایج ۵-۳ و ۳-۱ کلنی انگلیس را شکست دادند و در روز بعد نفرات اعزامی به بادکوبه مشخص شدند. این تیم با بودجه ۴۰۰ تومانی، ابتدا به کرج و سپس به قزوین، رودبار و از آنجا به رشت رفت. بعد از اقامتی کوتاه در گراند هتل رشت به بندرانزلی رفته و از آنجا با کشتی به بادکوبه سفر کرد.
در این سفر تیم ایران ۳ مسابقه برگزار کرد که ۴-۳ به تیم اینترناسیونال آذربایجان باخت، بدون گل با دانشگاه بادکوبه مساوی کرد و در بازی سوم ۳-۱ به دینامو بادکوبه باخت.
پس از این مسابقات نشریه فکاهی ناهید تصویر طنزی از این شکست کشیده بود که با واکنش فیزیکی بازیکنان تیم منتخب تهران و دخالت نیروی پلیس به پایان رسیده است.

## اهمیت تاریخی
این سفر، نخستین مسافرت خارجی یک تیم در تاریخ ورزش ایران محسوب می‌شود. 
با این که در آن زمان هنوز فدراسیون فوتبال ایران تأسیس نشده‌بود و تیم ملی فوتبال ایران نیز وجود خارجی نداشت، تیم منتخب تهران را می‌توان نخستین تیم فوتبال منتخب ایران نامید.

## بازیکنان
| ردیف | نام             | روزنامه اعتماد | روزنامه شرق | سایت گل        | توضیحات             |
| ---- | --------------- | -------------- | ----------- | -------------- | ------------------- |
| ۱    | حسینعلی سردار   | آری            |             |                | دروازه‌بان و کاپیتان |
| ۲    | حسین صدقیانی    | آری            | آری         | آری            |                     |
| ۳    | علی کنی         | آری            | –           |                |                     |
| ۴    | محمدعلی شکوه    | آری            | آری         |                |                     |
| ۵    | رضاقلی کلانتر   | آری            | آری         |                |                     |
| ۶    | هراند گالوستیان | آری            | آری         |                | باشگاه اسپرت ارامنه |
| ۷    | یوسف سمرقندی    | آری            | آری         | معروف به پُل    | باشگاه اسپرت ارامنه |
| ۸    | عزیزالله افخمی  | –              | آری         | ابوالفتح افخمی |                     |
| ۹    | محمدعلی سردار   | آری            | –           | خان‌خانان       |                     |
| ۱۰   | احمدعلی سردار   | آری            | آری         |                |                     |
| ۱۱   | حسن مفتاح       | آری            | آری         |                |                     |
| ۱۲   | امیرعلی اصلانی  | آری            | آری         | علی‌امیر        |                     |
| ۱۳   | عزيز اقتدار     | آری            | –           |                |                     |
| ۱۴   | کریم زندی       | –              | آری         | –              |                     |
| ۱۵   | اکبر حیدری      | –              | آری         | –              |                     |
| ۱۶   | ناصر اخوی‌ها     | –              | آری         | –              |                     |
| ۱۷   | ناصر انشا       | –              | آری         | –              |                     |
| ۱۸   | سیاسی           | –              | –           | آری            |                     |
| ۱۹   | امیرحسین خان    | –              | –           | آری            |                     |
| ۲۰   | احمد خان        | –              | –           | آری            |                     |

## یادکرد منابع
1. 1 2 3  «نخستین ارمنی که به تیم ملی ایران رسید | فرتاک ورزشی». web.archive.org. ۲۰۱۹-۱۱-۰۳. بایگانی‌شده از اصلی در ۳ نوامبر ۲۰۱۹. دریافت‌شده در ۲۰۱۹-۱۱-۰۳.
2. 1 2 3  شفاف، سایت خبری تحلیلی (۲۰۱۹-۱۱-۰۳). «فوتبال ایران در 85 سال پیش+عکس». fa. بایگانی‌شده از روی نسخه اصلی در ۳ نوامبر ۲۰۱۹. دریافت‌شده در ۲۰۱۹-۱۱-۰۳.
3. 1 2  «روزنامه شرق 90/5/6: فوتبال ملي ايران 85ساله است». archive.ph. ۲۰۱۴-۰۹-۱۸. بایگانی‌شده از اصلی در ۱۸ سپتامبر ۲۰۱۴. دریافت‌شده در ۲۰۱۹-۱۱-۰۳.
4. ↑  «سرگذشت جامع تیم ملی فوتبال: بازیکنان اولین تیم ملی در زندان»،  روزنامه اعتماد.
5. ↑  «فوتبال ملی ایران ۸۵ ساله است: رونمایی از سندی که تاریخ تولد تیم ملی را تغییر می‌دهد»،  روزنامه شرق.
6. ↑  «فوتبال ملی ایران ۸۵ ساله شد»،  وبگاه گل.